# الشیشه
الشیشه یک منطقهٔ مسکونی در عربستان سعودی است که در استان مکه واقع شده‌است.